# Christian Namy
Christian Namy, né le 19 octobre 1938 à Marseille, est un homme politique français, membre du Parti radical.

## Biographie
Diplômé d'une école supérieure de commerce, il travaille d'abord à la Banque nationale de Paris de 1962 à 1968 comme fondé de pouvoir. De 1969 à 1988, il est le sous-directeur de la Caisse de Crédit Agricole Mutuel de Lorraine, puis part travailler à Paris à la Caisse Nationale du Crédit Agricole Mutuel de 1989 à 1992. Depuis il est consultant d'entreprise.
Il est chargé de mission à la Direction générale de la région Lorraine à Metz, ainsi que président-directeur général de l'Institut Lorrain de Participation à Metz de juin 2002 à janvier 2007. Depuis 1992, il est chargé de dossiers de la Communauté européenne à Bruxelles.

## Carrière politique
Il est élu pour la première fois conseiller général pour le canton de Pierrefitte-sur-Aire le 17 mars 1985, et est réélu en 1992, 1998, 2004 et 2011. Il est président du Conseil général de la Meuse du 1er avril 2004 au 2 avril 2015, après avoir été vice-président de cette institution à partir de 1986. Il est également maire de Pierrefitte-sur-Aire de 1989 à 2004, démissionnant après son élection à la présidence du Conseil Général de la Meuse.
Il est élu sénateur de la Meuse aux élections du 25 septembre 2011. Il est membre de la Commission des affaires étrangères, de la défense et des forces armées et de l'office parlementaire d'évaluation des choix scientifiques et technologiques. Il est Vice-Président du groupe Union des démocrates et indépendants - UC, anciennement l'Union centriste et républicaine (UCR).
Il soutient Alain Juppé pour la primaire présidentielle des Républicains de 2016.
Il soutient le candidat En marche ! Emmanuel Macron pour l'élection présidentielle 2017.
Lors des élections sénatoriales de 2017, il se représente sous la bannière de la République En Marche !, du Mouvement Démocrate, et du Parti Radical. Au vu des scores du premier tour, et face à des critiques sur son âge, il se retire, à la surprise générale, avant le second tour, favorisant l'élection de Franck Menonville, alors quatrième au premier tour. Franck Menonville est élu sénateur de la Meuse, devançant Claude Léonard (LR).

## Détails des fonctions et mandats

### Mandats parlementaires
Sénat
- 1er octobre 2011 - 1er octobre 2017 : Sénateur de la Meuse

### Mandats locaux
Conseil général
- 17 mars 1985 - 1986 : Conseiller général du canton de Pierrefitte-sur-Aire
- 1986 - 29 mars 1992 : Vice-Président du Conseil général de la Meuse
- 29 mars 1992 - 22 mars 1998 : Vice-Président du Conseil général de la Meuse
- 22 mars 1998 - 28 mars 2004 : Vice-Président du Conseil général de la Meuse
- 1er avril 2004 -  27 mars 2011 : Président du Conseil général de la Meuse
- 27 mars 2011 - 2 avril 2015 : Président du Conseil général de la Meuse

Mairie
- 20 mars 1989 - juin 1995 : Maire de Pierrefitte-sur-Aire
- juin 1995 - mars 2001 : Maire de Pierrefitte-sur-Aire
- mars 2001 - 1er avril 2004 : Maire de Pierrefitte-sur-Aire